# Атешгах из Бакуа
Атешгах из Бакуа (перс. آتشگاه, Ātashgāh, азер. Atəşgah), који се често назива „Храм ватре у Бакуу“, је верски храм налик замку у граду Сурахани (у Сураханском округу), предграђу Бакуа, у Азербејџану.
На основу персијских и индијских натписа, храм је коришћен као хиндуистичко, сикско и зороастријско место обожавања. „Аташ“ (اتش) је персијска реч за ватру. Петоугаони комплекс, који има двориште окружено келијама за монахе и четворостубни олтар у средини, изграђен је током 17. и 18. века. Напуштен је крајем 19. века, вероватно због опадања броја индијског становништва у тој области. Природни вечни пламен се угасио 1969. године, после скоро века експлоатације нафте и гаса на том подручју, али се сада пали гасом из оближњег града.
Атешгах из Бакуа је био ходочаснички и филозофски центар Зороастријанаца са северозападног индијског потконтинента, који су били укључени у трговину са каспијским подручјем преко чувеног „Великог магистралног пута“. Четири света елемента њиховог веровања била су: атеши (ватра), бади (ваздух), аби (вода) и хеки (земља). Храм је престао да буде место богослужења након 1883. постављањем нафтних индустријских постројења у Сураханију. Комплекс је претворен у музеј 1975. године. Годишњи број посетилаца музеја је 15.000.
Храм ватре „Атешгах“ је 1998. номинован за Листу светске баштине УНЕСКО -а од стране Гулнаре Мехмандарове. Указом председника Азербејџана 19. децембра 2007. проглашен је државним историјско-архитектонским резерватом.

## Етимологија
Персијски топоним Атешгах (руски/азербејџански Atashgyakh/Ateshgah) буквално значи „дом ватре“. Термин atesh (اتش) персијског порекла значи „ватра“ и позајмљена је реч на азербејџанском; етимолошки је повезан са ведским अथरवन atharvan. Gah (گاہ) потиче од средњеперсијског и значи „трон“ или „кревет“ и сродан је санскритском atesh गह за „кућа“, што у популарној употреби постаје gah. Име се односи на чињеницу да се налазиште налази на врху сада исцрпљеног поља природног гаса, које је некада узроковало да се природни пожари спонтано дешавају када је гас излазио из седам природних површинских отвора. Данас се ватре у комплексу напајају гасом који се доводи из Бакуа и пали се само због посетилаца.
Surakhani, име града у којем се налази Атешгах, вероватно значи „подручје рупа“ (سراخ/ suraakh је на персијском језику за „рупа“), али би можда могло бити и референца на сјај ватре (سرخ/sorkh/surkh је персијски за „црвено“). Историјски алтернативни назив за Азербејџан у целини био је Odlar Yurdu, азербејџански за „земља ватре“. Етимологија на санскриту за Сурахани је „рудник богова“ из sura која означава „богове“, који је у супротности са асурама, демонима.
Сурахани на тати (језик Сурахани, близак персијском) значи „рупа са фонтаном“.

## Историја
Сурахани се налази на полуострву Апшерон, које је познато по томе што је локалитет где нафта природно цури из земље, а пламен непрестано гори — као у Јанар Дагу — напајан природним испарењима угљоводоника из стена.
Сара Ашурбејли примећује да је Атш искривљен Атеш („ватра“), а Атши-Багуан значи „Ватре Багуана“, мислећи на Баку. Реч Багуан потиче од речи Baga, што на староперзијском значи „Бог“, и Bhaga, भग, такође значи „Бог“ на санскриту.
„Седам рупа са вечним огњем“ поменуо је немачки путник Енгелберт Кемпфер, који је посетио Сурахани 1683.
Естахри (10. век) је поменуо да су недалеко од Бакуа (тј. на Апшеронском полуострву) живели обожаваоци ватре. Ово је потврдио Мовсес Дасхурантси у својој референци на провинцију Багаван („Поља богова“ тј. „Богови ватре“).
У 18. веку, Аташгах су посећивали Зороастријанци. Персијски натпис над улазним отвором једне од ћелија говори о посети Зороастријанаца из Исфахана:
Персијски натпис:
| „ | آتشی صف کشیده همچون دک جیی بِوانی رسیده تا بادک سال نو نُزل مبارک باد گفت خانۀ شد رو سنامد (؟) سنة ۱۱۵٨ | ” |

Превод:
Ватре стоје у реду
Есфахани Бовани је дошао у Бадак (Баку)
„Благословена раскошна Нова година“, рекао је :
Кућа је подигнута у месецу еар 1158. године.
1158. година одговара 1745. н.е. Бован (савремени Бованат) је село у близини Есфахана. Реч Бадак је деминутив од Бад-Кубех. (Име Бакуа у изворима 17. и 18. века било је Бад-е Кубе). На крају референце је сазвежђе Сомболе/Девице (август–септембар). Према зороастријском календару Кадими Нова година 1745. године била је у августу.
Занимљиве податке о зороастризму у Бакуу даје Д. Шапиро у књизи „Караит из Волиније упознаје зороастријца из Бакуа“. Аврахам Фиркович, караит колекционар древних рукописа, писао је о свом сусрету у Дарбанду 1840. године са обожаваоцем ватре из Бакуа. Фиркович га је упитао: „Зашто обожаваш ватру?“ Обожавалац ватре је одговорио да он не обожава ватру, већ Створитеља кога симболизује ватра; то је „материја” или апстракција (па стога не и особа) која се зове Q’rţ’. Пахлави Q’rţ’ (од авестанског кирдар или санскритског kṛt и करता) означава „онај који ради“ или „стваралац“.

### Структура
Неки научници спекулишу да је Атешгах можда било древно зороастријско светилиште које је десетковано инвазијом исламских армија током муслиманског освајања Персије и њених суседних региона. Такође се тврди да је, „према историјским изворима, пре изградње индијског храма ватре (Аташгах) у Сураханију крајем 17. века, локално становништво такође обожавало ово место због „седам рупа са горућим пламеном“.
Ватра се сматра светом у хиндуизму и зороастризму (као Агни односно Атар), и било је дебате о томе да ли је Аташгах првобитно била хиндуистичка или зороастријска структура. Трозубац постављен на врху структуре је обично изразито хиндуистички свети симбол (као Тришула, који се обично поставља на храмове) и зороастријски научници су га цитирали као посебан разлог за разматрање Аташгаха као хиндуистичког места. Међутим, азербејџанска презентација о историји Бакуа, која светилиште назива „хиндуистичким храмом“, идентификује трозубац као зороастријски симбол „добрих мисли, добрих речи и добрих дела“, иако симбол трозубца није повезан са зороастризмом.
Један рани европски коментатор, Јонас Ханвеј, груписао је Зороастријце, Сике и Хиндусе заједно са њиховим религиозним уверењима: „Ова мишљења, уз неколико измена, још увек подржавају неки од потомака древних Индијаца и Персијанаца, који се зову Гебери или Гаури, и веома су ревносни у очувању религије својих предака, посебно у погледу њиховог поштовања према елементу ватре.“ Гебер је персијски израз за Зороастрије, док су Гаури свештеничка хиндуистичка каста. Каснији научник, А.В. Вилијамс Џексон, направио је разлику између ове две групе. Наводећи да су „типичне карактеристике које Ханвеј помиње изразито индијске, а не зороастријске“ засноване на одећи и тилакама (ознакама) верника, њиховој стриктно вегетаријанској исхрани и отвореном поштовању крава, оставио је отворену могућност да је неколико „стварних Зороастријанца" такође могло бити присутно у светилишту заједно са већим групама хиндуиста и сика.

### Индијски локални становници и ходочасници
У касном средњем веку постојале су значајне индијске заједнице широм средње Азије. У Бакуу су индијски трговци из области Мултан у Панџабу контролисали већи део комерцијалне привреде. Велики део дрвених елемената за бродове на Каспијском мору такође су радиле индијске занатлије. Неки коментатори су теоретизирали да је индијска заједница у Бакуу можда била одговорна за изградњу или реновирање Атешгаха.
Како су европски академици и истраживачи почели да пристижу у Централну Азију и индијски потконтинент, документовали су сусрете са десетинама Хиндуса у светилишту, као и ходочасницима Сика на путу у регионима између Северне Индије и Бакуа.
Reise durch Russland (Потовање кроз Русију) (1771) Семјуела Готлиба Гмелина цитира се у Reise in den Caucasus (Путовање на Кавказ) (Штутгарт, 1834) Карла Едуарда фон Ајхвалда, где се каже да је природњак Гмелин посматрао аскетизме јоге које врше следбеници. Геолог Ајхвалд се ограничава на помињање обожавања Раме, Кришне, Ханумана и Агнија. У извештају Џорџа Форстера из бенгалске државне службе из 1784. године, квадратна структура је била око 30 јарди дужине, окружена ниским зидом и садржавала је много одељења. Свако од њих имало је мали млаз сумпорне ватре који је излазио из левка „конструисаног у облику хиндуистичког олтара“. Ватра је служила за богослужење, кување и грејање и редовно би се гасила.
„Храм Атешгах личи на обичан градски караван-сарај – неку врсту гостионице са великим централним двором, где су се каравани заустављали да преноће. Међутим, за разлику од караван-сарија, храм има олтар у центру са сићушним ћелијама за службенике храма – индијске аскете који су се посветили култу ватре – и за ходочаснике.“

### Зороастријски локални становници и ходочасници
Постоје подаци да су поред Индуса у храму били присутни Зороастријанци (Парси и Гебре) и Сики. Шарден је у 17. веку извештавао о персијским Гебрима, који су обожавали вечно горућу ватру која се налазила на два дана пута од Шемахе (на Апшерону).
Енгелберт Кемпфер, који је посетио Сурахани 1683. године, написао је да су међу људима који су обожавали ватру два мушкарца потомци Персијанаца који су мигрирали у Индију.
Француски језуита Вилот, који је живео у Азербејџану од 1689. године, извештава да су Атешгах поштовали Хиндуси, Сики и Зороастријанци, потомци старих Персијанаца.
Немачки путник Лерх, који је посетио храм 1733. године, написао је да овде има 12 Гебра или древних персијских обожавалаца ватре.
Ј. Ханвеј је посетио Баку 1747. године и оставио неколико записа о Атешгаху. Људе, који су обожавали ватру у Атешгаху, он назива "Индијцима", "Персијанцима" и "Гебрима".
С. Гмелин, који је посетио Атешгах 1770. године, написао је да су у садашњем Атешгаху живели Индијци и потомци древних Гебра.
Године 1820. француски конзул Гамба посетио је храм. Према Гамби, овде су живели Хиндуси, Сики и Зороастријанци, следбеници Зороастера.
Енглез Ашер посетио је Атешгах 19. септембра 1863. године. Он га назива „Atash Jah“ и каже да има ходочасника из Индије и Персије. Немачки барон Макс Тилман је посетио храм у октобру 1872. и у својим мемоарима је написао да заједница Парсија Бомбаја послала овде свештеника који ће после неколико година бити смењен. Његово присуство је неопходно, јер овде долазе ходочасници из предграђа Персије и из Индије и остају на овом светом месту неколико месеци или година.
Године 1876. енглески путник Џејмс Брус посетио је Атешгах. Он је напоменуо да Бомбајски Парси Пунчајат обезбеђују стално присуство у храму њиховог свештеника. Пјер Понафидин је у исто време посетио храм и поменуо двојицу свештеника из Бомбаја. Е. Орсол, који је посетио храм после Бруса, рекао је да је након смрти Парси свештеника  1864. Парси Пунчајат из Бомбаја неколико година касније послао још једног свештеника овамо, али су ходочасници који су овде долазили из Индије и Ирана већ заборавили светилиште, а 1880. није било никог. О'Донован је посетио храм 1879. године и говори о верском обожавању Гебра.
Године 1898. у часопису "Мушкарци и жене Индије" објављен је чланак под насловом „Древни зороастријски храм у Бакуу. Аутор Атешгах назива „парсијским храмом“ и примећује да је последњи зороастријски свештеник тамо послат пре око 30 година (то јест, 1860-их година). Џ. Хенри је 1905. године у својој књизи такође приметио да је пре 25 година (тј. отприлике 1880. године) у Сураханију умро последњи парсијски свештеник.
Парси Дастур Џ.Џ. Моди који је посетио ово место 1925. године био је недвосмислен да то није зороастријски храм због његовог дизајна и других разлога. Веровао је да је то хиндуистички храм.

### Натписи и вероватни период изградње
На Атешгаху постоји неколико натписа. Сви су на санскриту или на панџабију, са изузетком једног персијског натписа који се налази испод пратећег санскритског позивања Господа Ганеше и Џвала Џија. Иако персијски натпис садржи граматичке грешке, оба натписа садрже исти датум из 1745. године наше ере (Самват /सवत 1802/१८०२ и Хиџри 1158/١١٥٨). Узети као скуп, датуми на натписима крећу се од Самвата 1725. до Самвата 1873. године, што одговара периоду од 1668. до 1816. године. Ово, заједно са проценом да структура изгледа релативно ново, навело је неке научнике да претпоставе 17. век као вероватни период изградње. У једном извештају за штампу се тврди да постоје локални записи који говоре да је структуру изградила заједница хиндуистичких трговаца у Бакуу у време пада династије Ширваншах и анексије од стране Руског царства након руско-персијског рата (1722–1723).
Натписи у храму на санскриту (Нагари деванагари писму) и панџаби (на Гурмухи писму) идентификују ово место као место обожавања Хиндуиста и Сика, и наводе да је изграђен и посвећен Џвала Џију, модерном хиндуистичком божанству ватре. Jwala (जवाला/जवाला) значи пламен на санскриту и Ji је почасни израз који се користи на индијском потконтиненту. Постоји чувено светилиште Џвала Џи на Хималајима, у насељу Џаваламуки, у округу Кангра у Химачал Прадешу, у Индији, на које Аташгах јако личи и према коме су неки научници (као што је А.В. Вилијамс Џексон) сугерисали структуру моделовања. Међутим, други научници су изјавили да су неки поклоници Џвала Џија називали светилиште Кангра "мањим Џвала Џи", а светиште Бакуа "већим Џвала Џи". Остала божанства која се помињу у натписима су Ганеша и Шива. Натписи на панџапском језику су цитати из Ади Гранта, док су неки од санскритских извучени из текста Sat Sri Ganesaya namah.

### Испитивање зороастријских свештеника
Године 1876, Џејмс Брајс је посетио регион и открио да је „најзначајнији минерални производ нафта, која избија на многим местима, али најизраженије у близини Бакуа, на обали Каспијског мора, из јаких извора, од којих се за неке каже да увек горе." Не помињући Аташгах по имену, он је за Зороастријанце поменуо да је „након што су их Мухамеданци, који их горко мрзе, истребили из Персије, неколицина повремено залазила овде на ходочашће“ и да „под толерантнијим царским утицајем, усамљеног свештеника ватре подржава заједница Парсе из Бомбаја, који насељава мали храм изграђен изнад једног од извора“.
Крајем 19. и почетком 20. века храм су испитали Парси дастури, од којих су неки посетили и Џвала Џи у Кангри на Хималајима. На основу натписа и структуре, њихова процена је била да је храм хиндуистичко и сикско светилиште. Године 1925, зороастријски свештеник и академик Џиванџи Џамшеџи Моди отпутовао је у Баку да утврди да ли је храм заиста некада био зороастријско место обожавања. До тада (и данас поново), место су посећивали зороастријски ходочасници из Индије. У свом Путовању ван Бомбаја, Моди је приметио да би „не само ја, већ и сваки Парси који је мало упознат са религијом наше хиндуистичке или сикске браће, њиховим храмовима и њиховим обичајима, након што је прегледао ову зграду са њеним натписима, архитектуром, итд, закључио да ово није зороастријски Аташ Кадех, већ хиндуистички храм чији су брамани (свештеници) обожавали ватру.“
Осим физичких доказа који указују на то да је комплекс био хиндуистичка богомоља, постојеће структурне карактеристике нису у складу са онима од било које друге зороастријске или сикске богомоље (на пример, ћелије за аскете, камин отворен на све стране, јама костурница, и нема извора воде. Не може се искључити могућност да је ово место некада било зороастријска богомоља. Као хиндуистички храм, сматра се да припада једном од четири главна ватрена храма Џвала Џи.
Ј. Унвала је посетио храм 1935. године и приметио да је његова структура у чистом сасанидском стилу.

### Исцрпљивање природног гаса
Ватра је некада била напајана отвором из подземног поља природног гаса који се налази директно испод комплекса, али тешка експлоатација резерви природног гаса у том подручју током совјетске владавине довела је до гашења пламена 1969. Данас се ватра музеја напаја главним гасом који се доводи из града Бакуа.

### Посета цара Александра III
Постојале су локалне тврдње упућене једном зороастријском дастуру 1925. да је руски цар Александар III који је био у Бакуу 1888. био сведок хиндуистичких молитвених ритуала ватре на овој локацији. Међутим, ова последња тврдња није потврђена.

## Јавно признање
Илустрација Ватреног храма у Бакуу била је укључена у два издања поштанских марака у Азербејџану, објављена 1919. године. У позадини се појављује пет нафтних бушотина.
Наредбом председника издатом у децембру 2007. године, комплекс светилишта, који је до сада био званично повезан са „Државним историјско-архитектонским музејом-резерватом комплекса Ширваншах палате“ (Государственного историко-архитектурного музея-заповедника «Комплекс Дворца Ширваншахов») је декларисан као посебан резерват азербејџанске владе („Државни историјски архитектонски резерват храма Атешгах" (Государственным историко-архитектурным заповедником «Храм Атешгях»).
У јулу 2009, председник Азербејџана Илхам Алијев најавио је донацију од милион азербејџанских маната за одржавање светиње.
У априлу 2018. године, бивша министарка спољних послова Индије, Сушма Сварај, посетила је и одала пошту светилишту.

## Галерија
- Спољни зид
- Општи поглед
- Централни храм
- Пламен
- Ирански зороастријанци моле се у Атешгаху у Баку
- Велики трг и улазни простор храма